# Jessica Stam
Jessica Stam, född 23 april 1986, är en supermodell från Kanada.
Hon växte upp på en gård tillsammans med sina föräldrar och sex bröder. Hennes familj var mycket religiös.[källa behövs] Från början ville Stam bli tandläkare.
Stam blev upptäckt av modellagenten Michèle Miller på ett café i närheten av sitt hem och började som modell. Den riktiga karriären tog fart först när fotografen Steven Meisel träffade Stam (som då var 16 år). Snart blev hon världskänd när hon visade sig på omslaget av brittiska och italienska Vogue.
Hon har gjort reklam för företag som Marc Jacobs, Anna Sui, Miu Miu, Gucci, Prada, Dolce & Gabbana och Versace.  Hösten/vintern 2007 är hon med i kampanjer för bl.a. Christian Dior, DKNY och Roberto Cavalli.[källa behövs]
Hon är en av de modeller som anses ha "dockansikte". Andra i den kategorin är Gemma Ward, Lily Cole, Caroline Trentini, Daphne Groeneveld, Vlada Roslyakova, Lindsey Wixson och Heather Marks.[källa behövs]